# Linda Gazzera
Linda Gazzera (Roma, 1890 – Brasile, 1942) è stata una medium e spiritualista italiana.

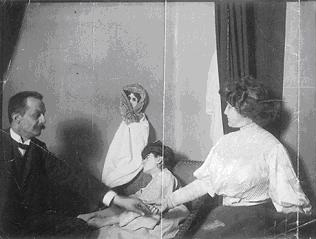
Linda Gazzera con una bambola come sua 'materializzazione'.

Tra il 1908 e il 1909, Gazzera fu oggetto di un'indagine, nel corso di una serie di sedute spiritiche in diversi salotti esoterici d'Italia e d'Europa, dallo spiritista Enrico Imoda, il quale sostenne l'autenticità delle sue presunte materializzazioni. Lo psicologo la definì la più importante medium italiana della sua generazione. Per fugare lo scetticismo, la medium si sarebbe cambiata con l'aiuto della padrona di casa e avrebbe delegato gli ospiti per preparare il “gabinetto medianico”; durante la presunta trance, la sensitiva avrebbe parlato per volontà di un ufficiale di cavalleria di nome Vincenzo, narratore delle vicende di altre anime.
Furono scattate fotografie, che avrebbero suscitato un dibattito nella comunità medica internazionale, poi pubblicate nel 1912 in un libro postumo intitolato Fotografie di Fantasmi. Già nel 1909 diciannove stampe vennero raccolte nell'Album Imoda, che sarebbe stato in seguito donato da Imoda a Cesare Lombroso; da qui fanno parte dell'eponimo Archivio storico del Museo di Antropologia criminale dell'Università di Torino.
Il ricercatore parapsicologico francese Guillaume de Fontenay, in una postfazione per Fotografie di Fantasmi, mise in dubbio l'autenticità delle fotografie, osservando che le materializzazioni sembravano dubbie e bidimensionali con ombre sospette. L'autore scettico Joseph McCabe scrisse che Gazzera fu smascherata come una ciarlatana nel 1911. Secondo McCabe "Le sue materializzazioni e i suoi trucchi erano semplici. Portava i suoi uccelli, i suoi fiori, la sua mussola e le sue maschere (o le sue immagini) tra i capelli (che erano in gran parte falsi e mai esaminati) e la biancheria intima, e, con un trucco comune, rilasciava mani e piedi dal controllo per manipolarli."
Gli “ectoplasmi” delle fotografie sarebbero in realtà «ritagli dipinti da qualche mano esperta». Le fotografie, «documento di un affascinante artificio e, contemporaneamente, la testimonianza di quanto il corpo possa rendersi teatro dei più convincenti incantesimi», hanno fatto parte dell'esposizione Corpo orbita della 59ª Biennale di Venezia del 2022.